# КК Химик
КК Химик (укр. БК Химик) је украјински кошаркашки клуб из Јужнег. У сезони 2014/15. такмичи се у Суперлиги Украјине.

## Историја
Клуб је основан 2001. године, а већ 2002. је изборио пласман у украјинску Суперлигу. Дуго је највећи успех у овом такмичењу било треће место које је у периоду од 2005. до 2009. освајао 5 година заредом, у сезони 2013/14. је стигао до финала, а годину дана касније коначно и до прве титуле.
У сезони 2002/03. клуб је изашао и на међународну сцену, а први значајнији резултат остварен је 2006. године пласманом у финале ФИБА Еврокуп челенџа, тадашњег четвртог ранга европских кошаркашких такмичења. Годинама је био редовни учесник Еврочеленџа у ком је највиши пласман било четвртфинале у сезонама 2007/08. и 2012/13. У сезони 2013/14. дебитовао је у Еврокупу и такмичење је завршио међу 16 најбољих.

## Успеси

### Национални
- Првенство Украјине:
  - Првак (3): 2015, 2016, 2019.
  - Вицепрвак (1): 2014.

### Међународни
- ФИБА Еврокуп челенџ:
  - Финалиста (1): 2006.

## Познатији играчи
- Един Бавчић
- Кристофер Букер
- Саша Васиљевић
- Сава Лешић
- Сергеј Лишчук
- Иван Кољевић
- Немања Протић
- Стефан Синовец
- Ромео Травис
- Горан Ћакић
- Ненад Чанак
- Суад Шеховић
- Млађан Шилобад

## Познатији тренери
- Дарко Русо